# 1951 en Belgique
Chronologie de la Belgique
- 1947
- 1948
- 1949
- 1950
- 1951
- 1952
- 1953
- 1954
- 1955

Cette page recense des événements qui se sont produits durant l'année 1951 en Belgique.

## Chronologie

### Juillet 1951
- 16 juillet : abdication du Roi Léopold III.
- 17 juillet : Baudouin de Belgique devient le cinquième roi des Belges[1].

## Culture

### Bande dessinée
- Il y a un sorcier à Champignac.

### Littérature
- Prix Victor-Rossel : Daniel Gillès, Mort la douce.

## Sciences

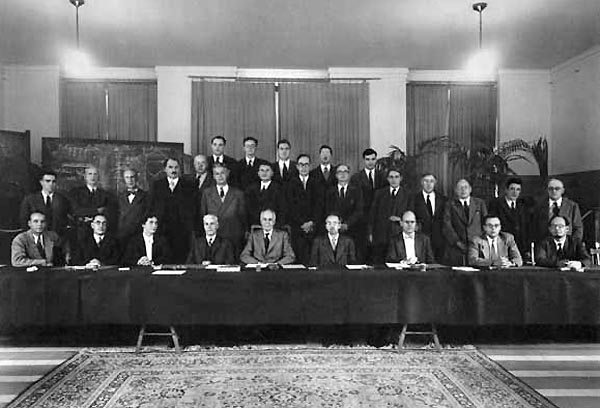
Conférence Solvay de physique.

- 9e conférence Solvay de physique à Bruxelles
- Prix Francqui : Henri Koch (physiologie, UCL).

## Décès
- 11 mars : Philip Van Isacker, homme politique (° 18 décembre 1884).
- 25 avril : Edmond Glesener, écrivain de langue française et académicien (° 26 août 1874).
- 6 mai : Henry Carton de Wiart, homme politique, écrivain de langue française et académicien (° 31 janvier 1869).
- 4 juin : Louis de Brouckère, homme politique (° 31 mai 1870).
- 18 juin : Henri Baels, armateur et homme politique (° 18 janvier 1878, mort à Lima, dans l'Ohio aux États-Unis).
- 2 août : Theo Verbeeck, footballeur et dirigeant sportif (° 17 juillet 1889).
- 16 août : Hector Tiberghien, coureur cycliste (° 18 février 1890, mort à Neuilly-sur-Seine).
- 23 août : Francis Dessain, footballeur et prêtre (° 25 juillet 1875).
- 29 octobre : Réginald, acteur (° 29 décembre 1881).
- 3 novembre : Louis Piérard, homme politique, écrivain de langue française et académicien (° 7 février 1886, mort à Paris).
- 5 décembre : Frans Verschoren, écrivain de langue néerlandaise (° 5 mars 1874).
- 20 décembre : Valerius Coucke (en), bibliste (° 2 février 1888).